# Клептомания
Клептома́ния (от др.-греч. κλέπτειν — воровать, и μανία — мания) — болезненное влечение к совершению краж. 

## История

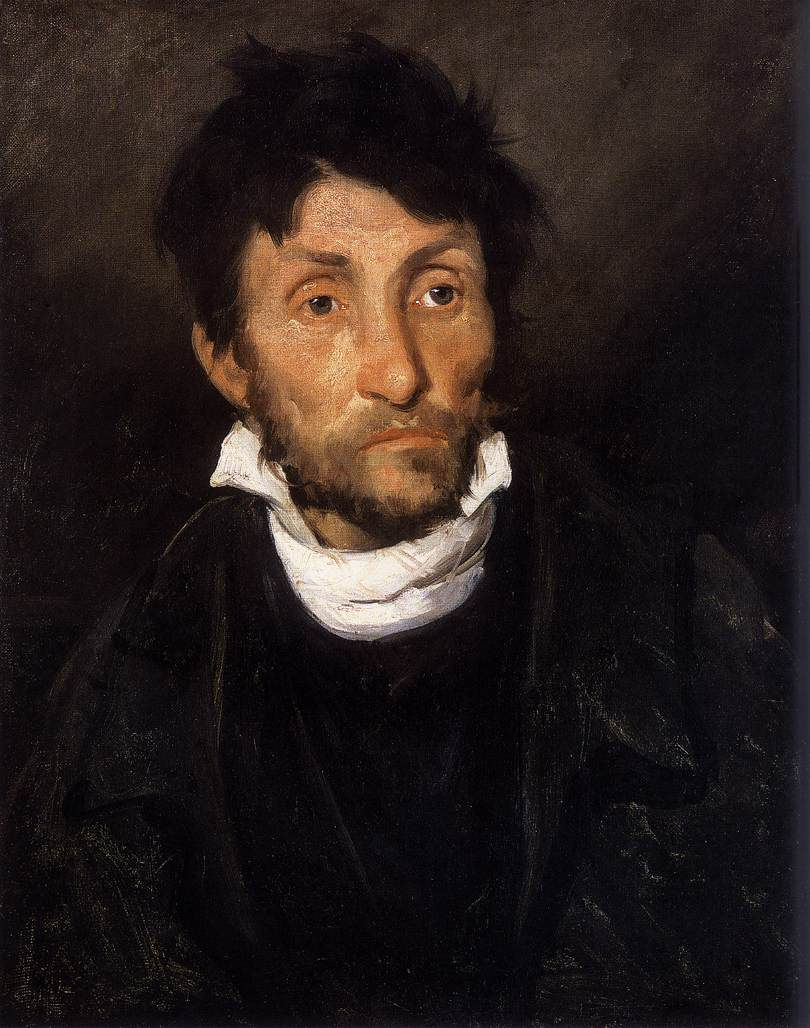
Т. Жерико, «Портрет клептомана» (1822)

Клептомания была впервые описана в 1816 году во Франции как мономания. Тогда французская психиатрическая школа активно развивала учение о так называемых мономаниях — тогда допускали, что душевная болезнь может заключаться в болезненных наклонностях, например, к убийству, самоубийству, поджогам и т. п., без других явлений помешательства. Вплоть до XX века клептомания связывалась с истерией, слабоумием, органическими поражениями головного мозга и менструальными нарушениями у женщин. В настоящее время клептоманию относят к нарушениям контроля над побуждениями. Высказываются также гипотезы о том, что клептомания может относиться к обсессивно-компульсивным расстройствам, наряду с патологическим накопительством, ониоманией и т. д. Но имеются и скептики, утверждающие, что такого заболевания не существует, и что клептомания — лишь оправдание воровству перед лицом закона.
Клептомания часто сочетается с другими нервно-психическими расстройствами, в особенности с тревожным расстройством, расстройствами пищевого поведения, алкоголизмом, наркоманией.

## Диагноз
Согласно руководству Диагностическому и статистическому руководству по психическим расстройствам 4-го издания DSM-IV-TR, клептомания характеризуется следующими признаками:
1. повторяющаяся неспособность преодолеть тягу совершить кражу предмета, не являющегося для крадущего необходимым и не имеющего для него значимой материальной ценности;
2. нарастающее чувство психологического давления перед совершением кражи;
3. чувство удовлетворения и успокоения после совершения кражи;
4. кража совершается не из чувства неприязни или мести, не в результате галлюцинации или бредового расстройства;
5. кража не связана с поведенческим расстройством, биполярным расстройством или антисоциальным расстройством личности.[7]